# Pottsboro, Texas
Pottsboro là một thị trấn thuộc quận Grayson, tiểu bang Texas, Hoa Kỳ. Năm 2010, dân số của thị trấn này là 2160 người.

## Dân số
- Dân số năm 2000: 1579 người.
- Dân số năm 2010: 2160 người.